# Kaarli puiestee
Le boulevard Charles (estonien : Kaarli puiestee) est une rue du quartier Vanalinn de Tallinn en Estonie.

## Présentation
Situé dans l’arrondissement de Kesklinn, l'esplanade traverse les quartiers de Vanalinn et Tõnismäe.
La rue se compose de deux voies (une pour chaque sens de circulation), entre lesquelles  se trouvent l'église Charles de Tallinn.
L'esplanade du boulevard Kaarli fait partie du boulevard circulaire entourant la vieille ville de Tallinn. L'esplanade de Kaarli puiestee a été construite au début du XIXe siècle.
Le boulevard commence à la place de la Liberté de Tallinn du côté de la vieille ville, puis il longe la colline Harjumägi, croise les rues Toompea et Toompuiestee.
Il se termine à l'intersection de la rue Tõnismägi avec la rue Endla tänav et de la rue Toompuiestee avec la rue Luise tänav.
La longueur du boulevard est de 408 mètres.

## Transports
Les bus des lignes n°3, 9, 11, 16, 21, 22, 23, 24, 35, 40, 42, 46, 67 et les trolleybus des lignes n°1 et 3 circulent sans marquer l'arrêt le long du boulevard.

## Lieux et monuments de la rue

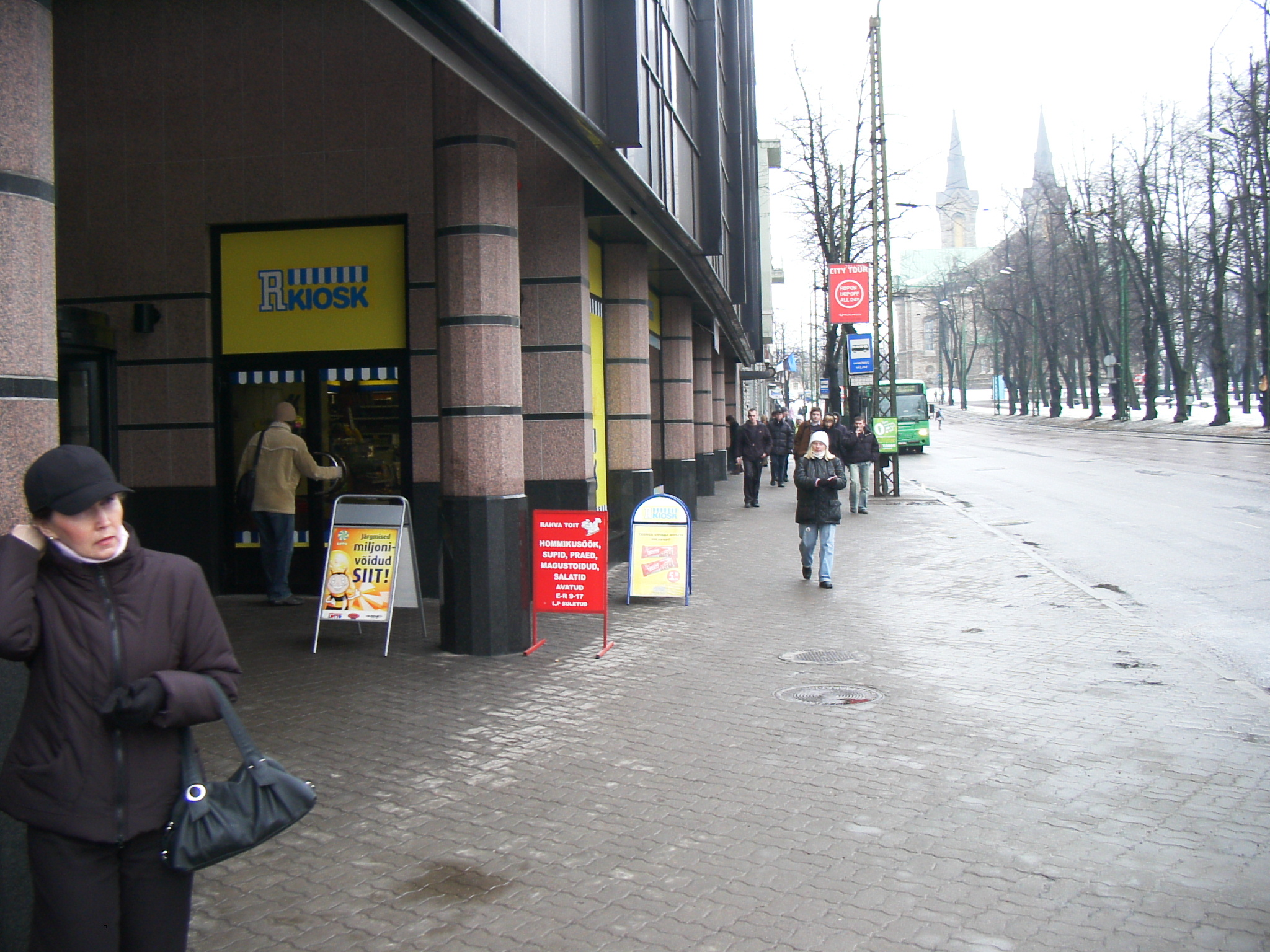
Le boulevard vu de l'intersection avec la rue Roosikrantsi, 2007
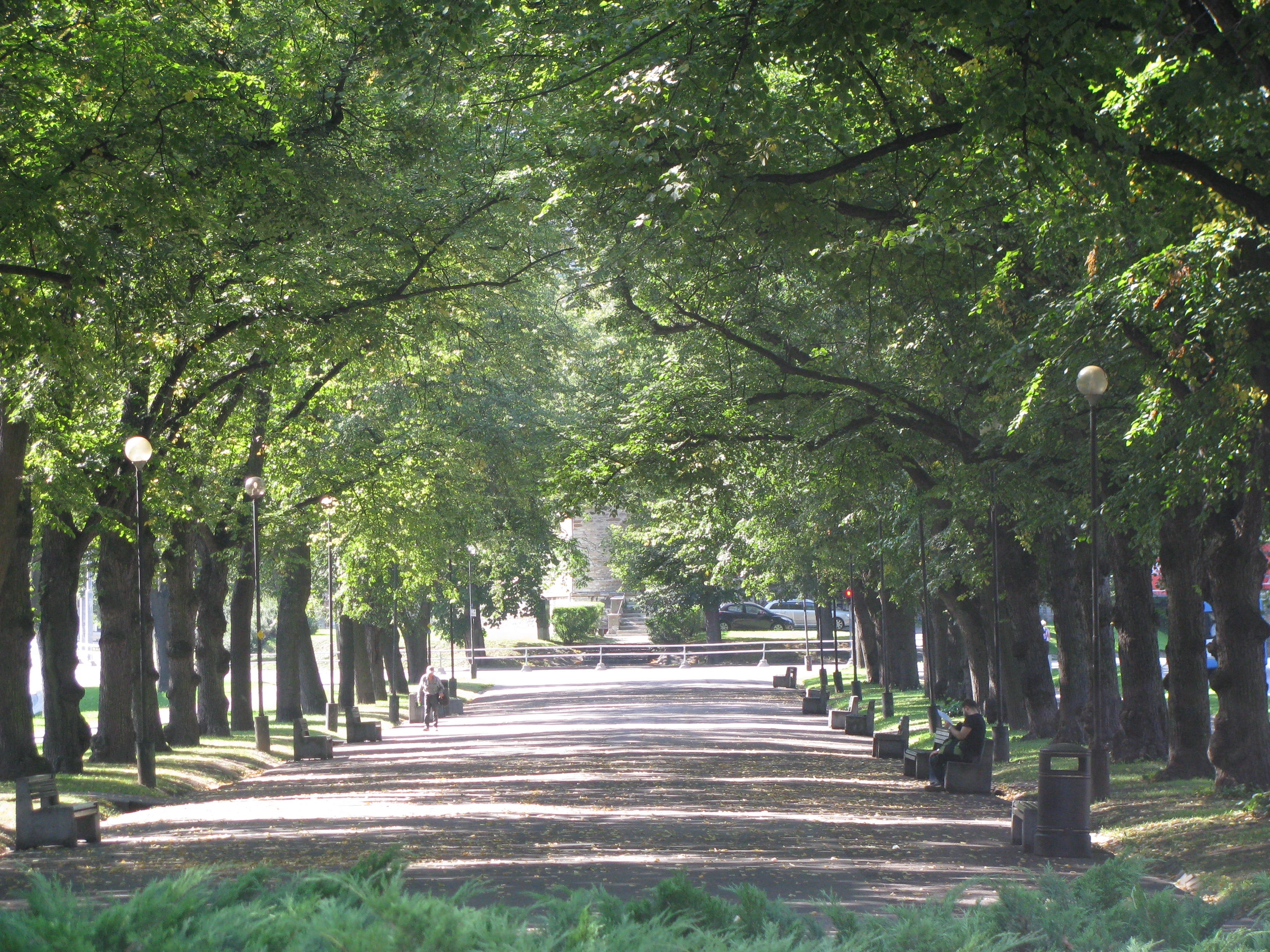
Une place en août 2011
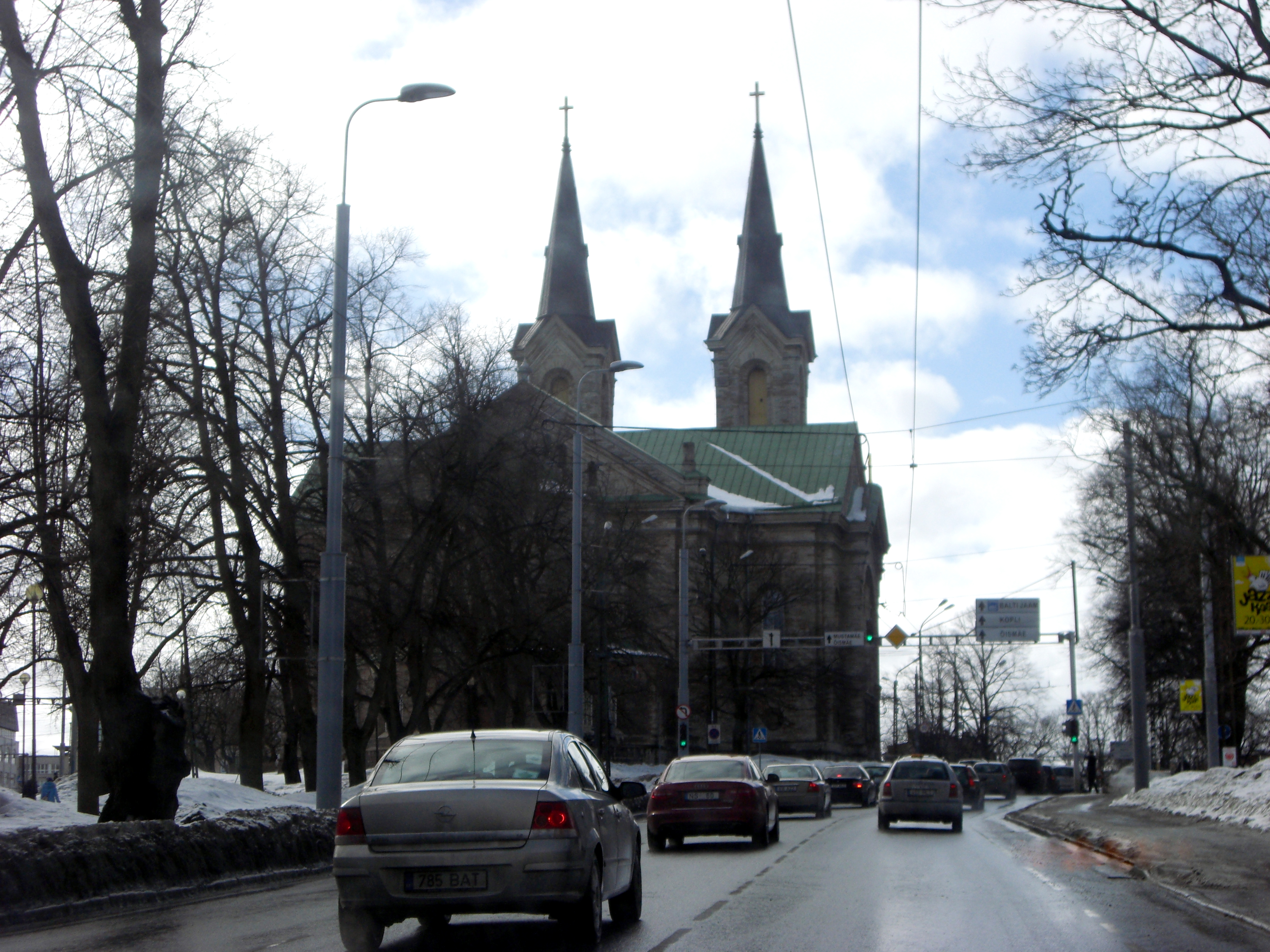
Le boulevard en direction du centre-ville
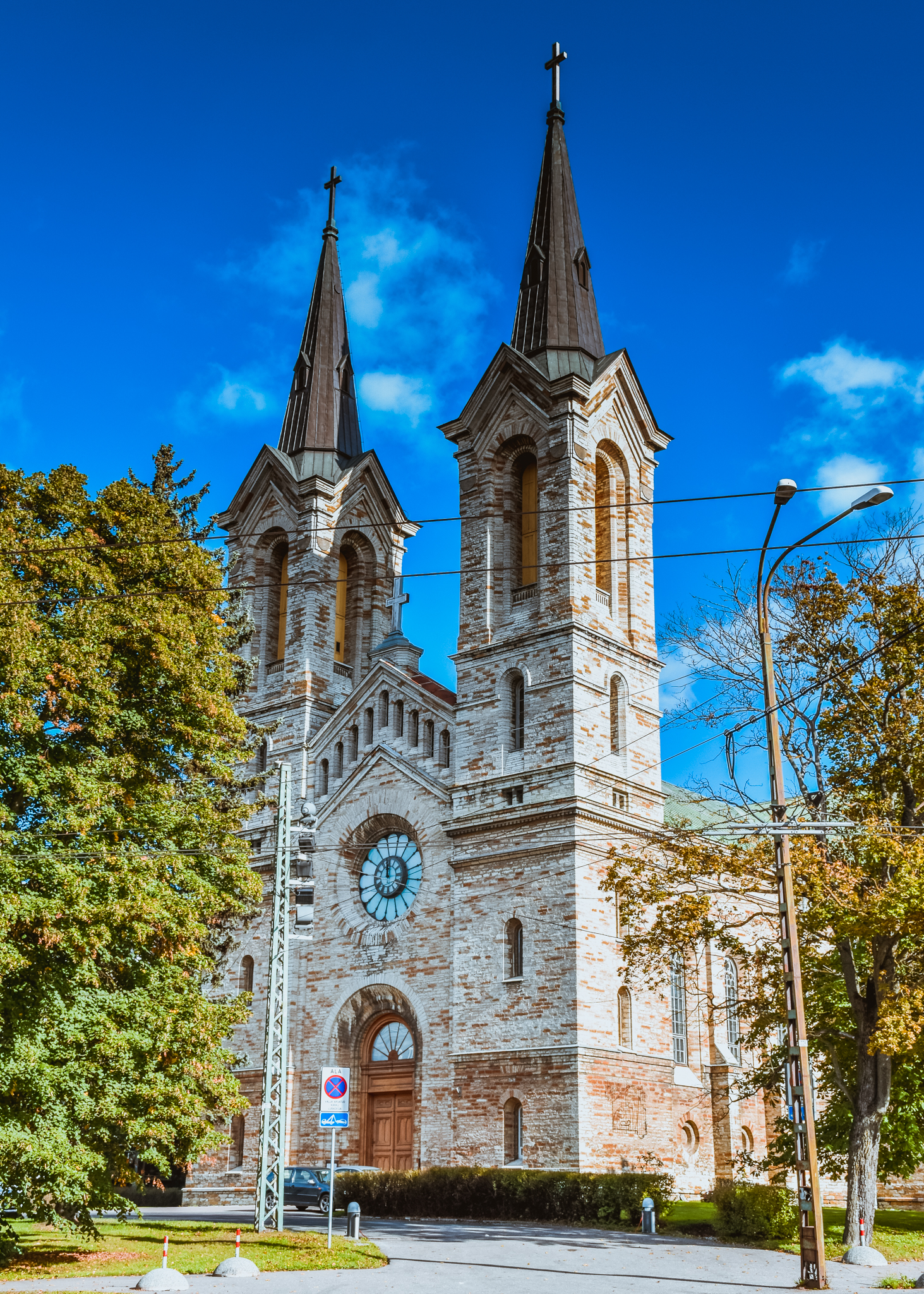
Église Charles